# Morgan 3 Wheeler
Morgan 3 Wheeler – trójkołowy samochód sportowy klasy miejskiej produkowany pod brytyjską marką Morgan w latach 2012-2021.

## Historia i opis modelu

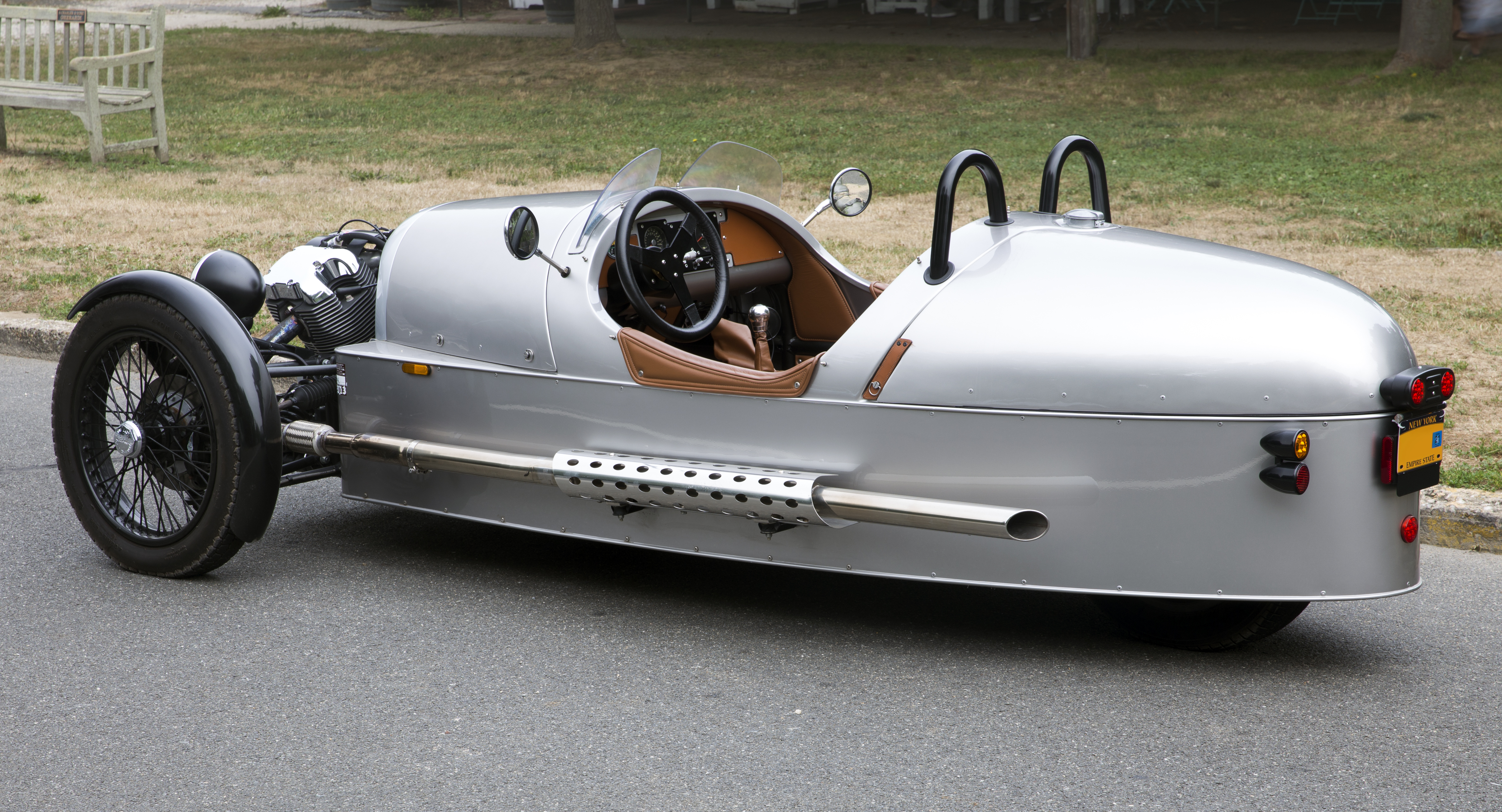
Morgan 3 Wheeler - tył

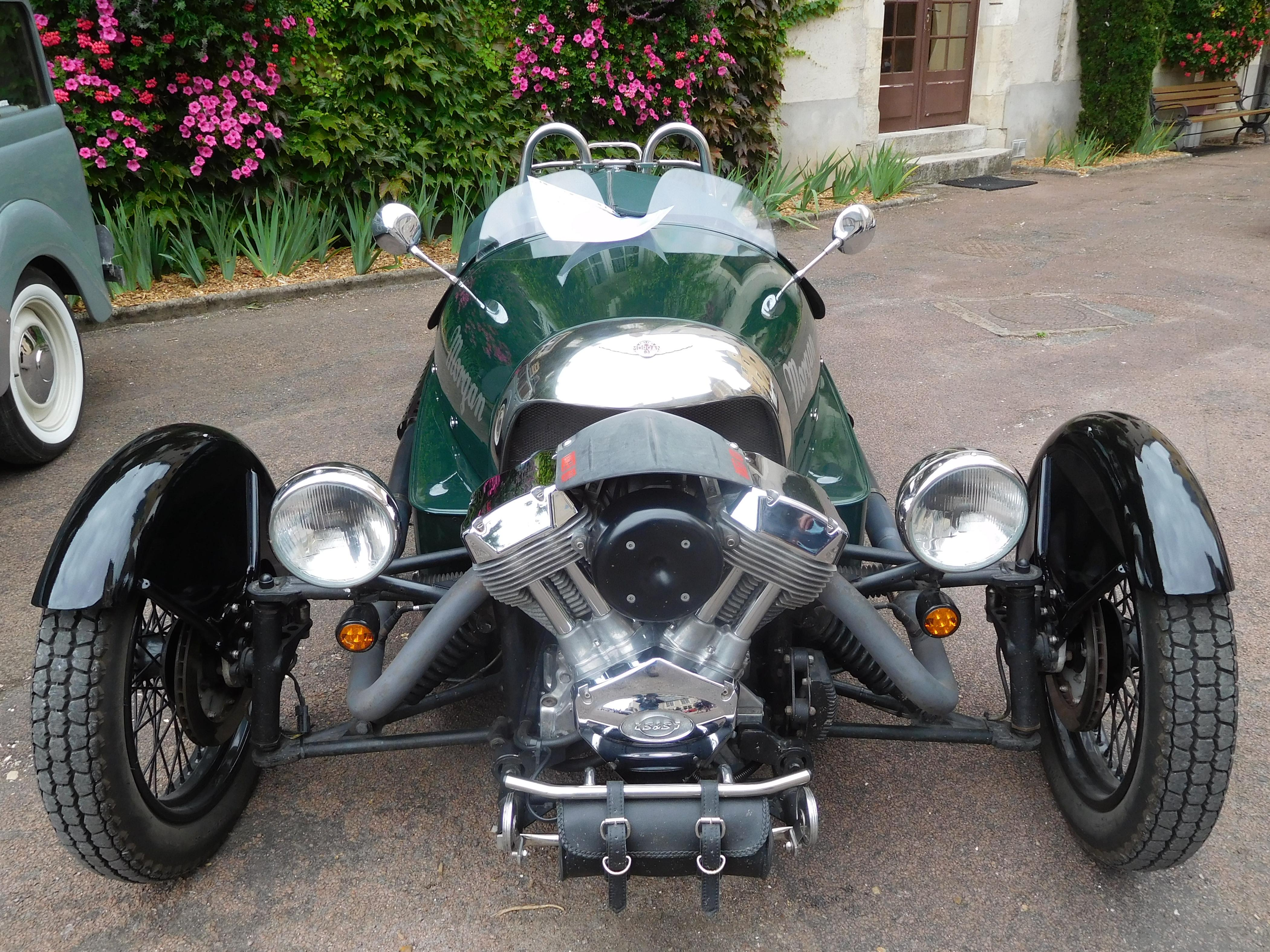
Morgan 3 Wheeler - silnik

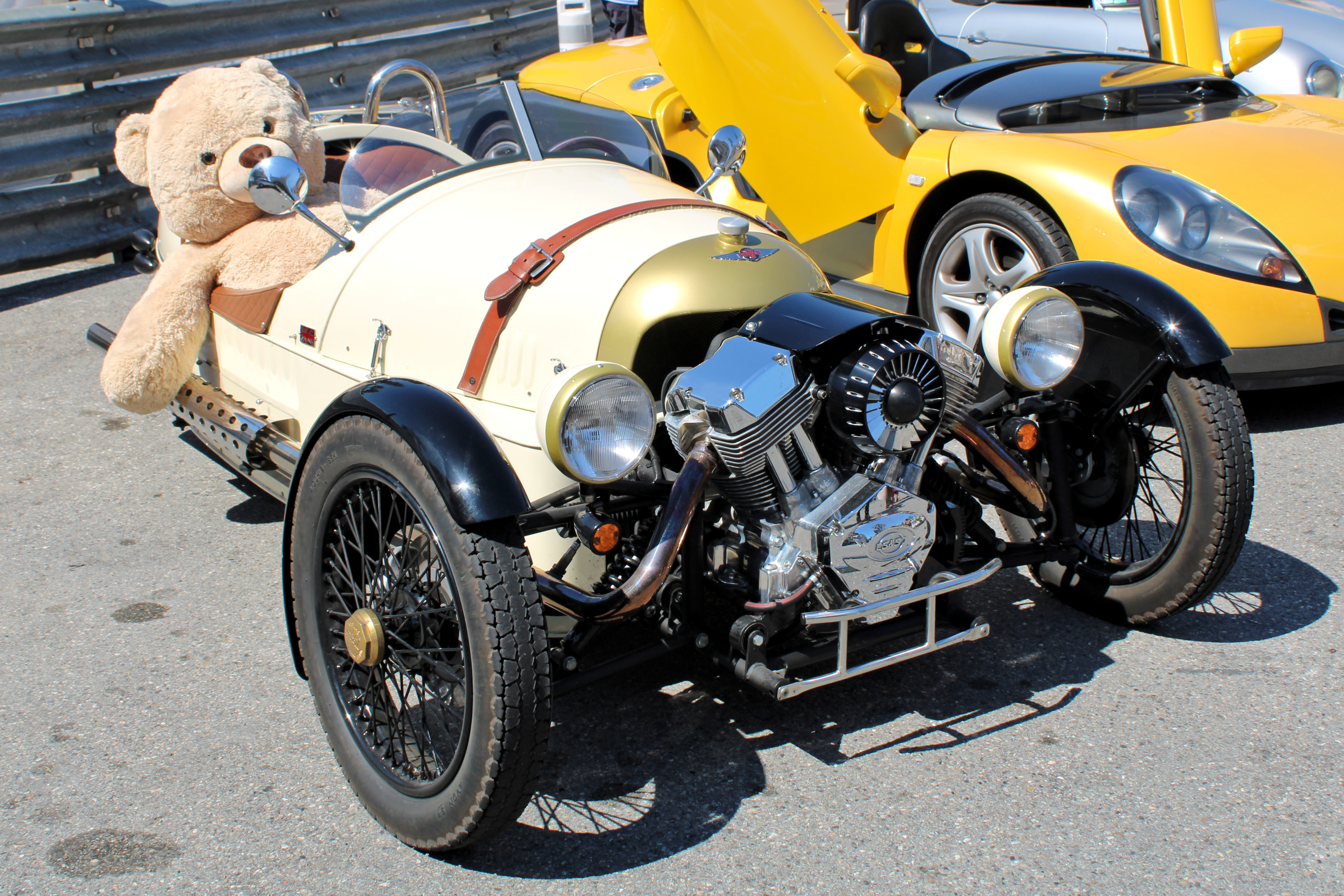
Morgan 3 Wheeler w Monako

Koncepcja niewielkiego, trójkołowego samochodu sportowego została przywrócona do użytku przez brytyjskiego Morgan po niemal 58-letniej przerwie. Pomysł na rekonstrukcję trójkołowego roadstera powstał w ramach chęci uczczenia 100. rocznicy powstania Morgana. Model 3 Wheeler przyjął typową dla innych konstrukcji niszowej firmy estetykę retro, wyróżniając się cienkimi oponami o zaokrąglonym kształcie, szprychowymi alufelgami i szeroko rozstawionymi, okrągłymi reflektorami. Kabina pasażerska wykończona została skórą, z kolei aluminiowe nadwozie wzbogacono charakterystycznymi pałąkami zabezpieczającymi pasażerów w razie dachowania.
Do napędu 3 Wheelera wykorzystana została charakterystycznie umieszczona, znajdująca się przed przednią osią i poza bryłą nadwozia dwucylindrowa, dwulitrowa jednostka o widlastym układzie cylindrów (V2). Silnik konstrukcji Mazdy przenosi moc na tylne koło przy pomocy paska klinowego i 5-biegowej manualnej przekładni biegów. Ważący nieco ponad 500 kilogramów samochód posiada 115-konny silnik rozwijający 100 km/h w mniej niż 5 sekund.

### Sprzedaż
Po pierwszej prezentacji przed publicznością w marcu 2011 roku podczas Geneva Motor Show aż do czasu Festiwalu Prędkości w Goodwood w lipcu tego samego roku Morgan zebrał ponad 500 zamówień na 3 Wheelera, co przekroczyło zakładany popyt. Produkcja i sprzedaż rozpoczęła się oficjalnie w 2012 roku, z kolei w maju 2014 roku wraz z otwarciem oficjalnego przedstawicielstwa Morgana model 3 Wheeler trafił do sprzedaży także w Polsce. Po 9 latach rynkowej obecności, produkcja pierwszej generacji 3 Wheelera zakończyła się na początku 2021 roku.

### Silnik
- V2 2.0l 115 KM